# یان هاول
یان هاول (چکی: Jan Havel؛ زادهٔ ۱۰ نوامبر ۱۹۴۲) بازیکن هاکی روی یخ اهل چکسلواکی بود.